# Masako Togawa
Masako Togawa (戸川 昌子, Togawa Masako), née le 23 mars 1931 à Tokyo (Japon) et morte le 26 avril 2016, est une chanteuse, actrice, féministe et femme de lettres japonaise, auteure de roman policier.

## Biographie
Ancienne chanteuse de cabaret, elle publie en 1961 son premier roman, Ōinaru gen'ei avec lequel elle est lauréate du prix Edogawa Ranpo 1962. Selon Claude Mesplède, elle est « devenue un des chefs de file du roman policier japonais ». Son premier roman traduit en français, Le Baiser de feu (火の接吻, Hi no seppun) est « tant pour l'habileté de la construction que pour la qualité de l'intrigue riche en manipulations [...] un excellent roman qui fait regretter que le récit policier japonais ne soit pas mieux connu en France ».

## Œuvre

### Romans
- Le Passe-Partout, Denoël, coll. « Sueurs froides », 2023 ((ja) Ōinaru gen'ei (大いなる幻影), 1962), trad. Sophie Refle, 176 p.  (ISBN 978-2-207-16495-2)Réédition, Gallimard, coll. « Folio policier » no 1024, 2024, 192 p. (ISBN 978-2-07-307159-0)
- (ja) Ryōjin nikki (猟人日記), 1963
- (ja) Fukai shissoku (深い失速), 1967
- Le Baiser de feu, Payot & Rivages, coll. « Rivages/Noir » no 91, 1990 ((ja) Hi no seppun (火の接吻), 1984), trad. Hélène Prouteau, 232 p.  (ISBN 2-86930-349-1)
- Le Journal de chasse, Denoël, coll. « Sueurs froides », 2025, Le Journal de chasse, trad. Mathilde Tamae-Bouhon

## Prix et distinctions
- Prix Edogawa Ranpo 1962 pour Ōinaru gen'ei

## Adaptations au cinéma
- Ryōjin nikki : Journal d'un prédateur (1964, dans lequel elle tient un des rôles principaux) et Diary of a Lady-Killer (1969), de Ko Nakahira ; The Notorious Frame-up (1978) de Ho Fan.